# Hénouville
Hénouville é uma comuna francesa na região administrativa da Normandia, no departamento de Sena Marítimo. Estende-se por uma área de 10,67 km². Em 2010 a comuna tinha 1 321 habitantes (densidade: 123,8 hab./km²).